# پرگار

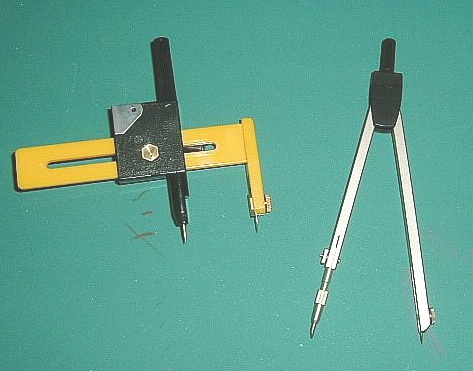
پرگار رسم و پرگار برش

طرز استفاده از پرگار

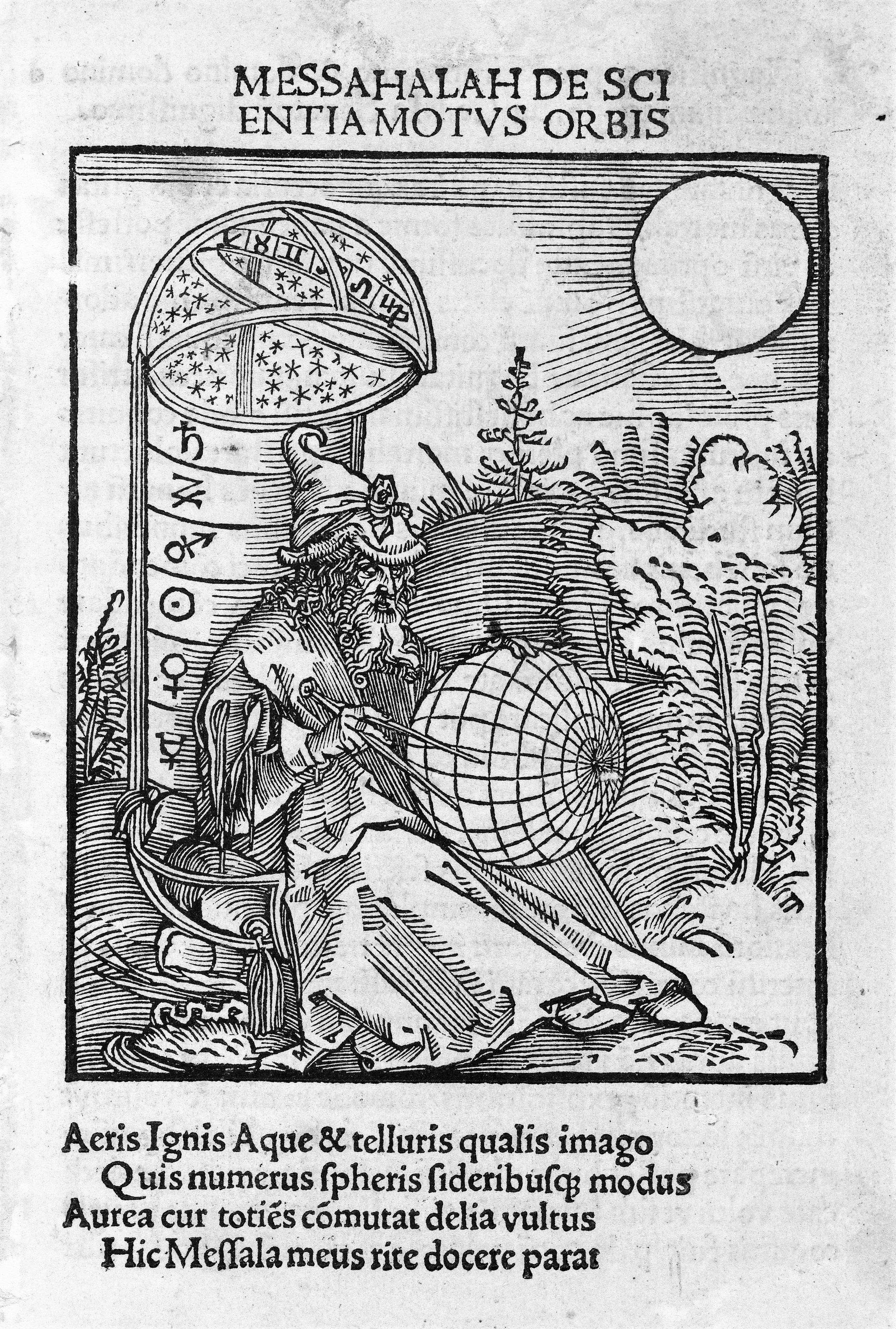
حکاکی و طراحی اثر طراح آلمانی آلبرشت دورر از ماشاءالله ابن اثری ستاره‌شناس ایرانی سده ۸ میلادی و با عنوان صفحه «جهان در جریان» که به سال ۱۵۰۴ میلادی ترسیم شده‌است. این تصویر همانند بسیاری از طراحی‌های قرون وسطی نمایشگر یک پرگار است. پرگار در دنیای دانش، نمادی برای صفت آفرینندگی گیتی به وسیله ایزد بوده‌است. در بالای تصویر نام «ماشاالله» با عنوان آلمانی MESSAHALAH ذکر شده‌است.

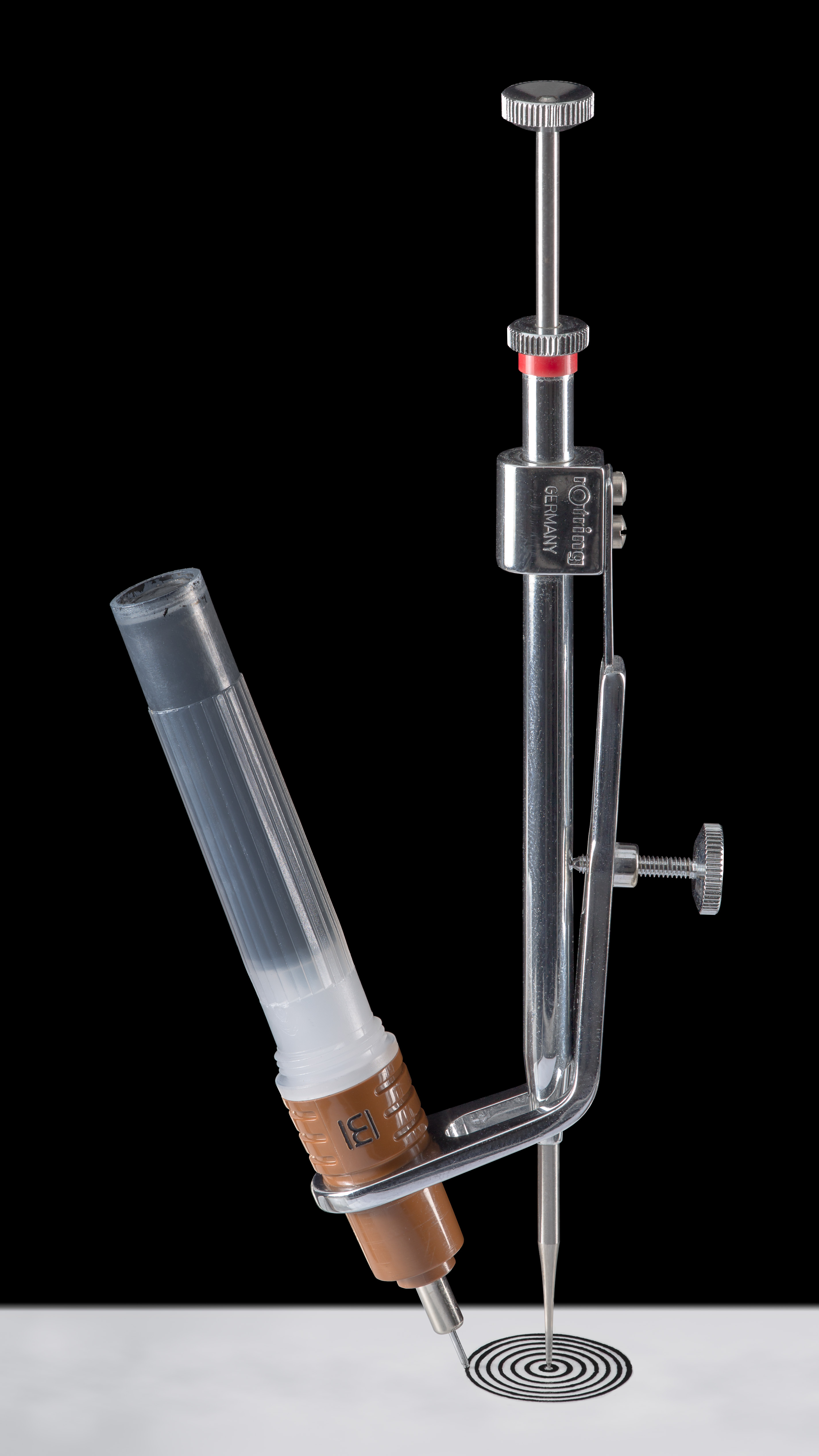
A bow compass capable of drawing the smallest possible circles

پَرگار وسیله‌ای برای کشیدن دایره است. این ابزار را در رسم فنی و کشیدن شکل‌های هندسی و نقشه‌کشی به‌کار می‌برند. همچنین پرگارها از جمله وسایل کمکی در اندازه‌گیری هستند که از آنها برای خط‌کشی، علامت گذاری، اندازه‌گیری و انتقال اندازه از قطعه کار به روی ابزار یا بالعکس استفاده می‌شود.
پرگار از دو میلهٔ فلزی تشکیل شده که بر سر یکی از آن‌ها مداد یا قلمی قرار دارد و با محور قرار دادن میلهٔ دیگر از آن برای رسم دایره یا اندازه‌گیری کمان‌های دایره استفاده می‌شود.
وقتی در ریاضیات به پرگار اشاره می‌شود (مثلاً در مسائلی که مشروط به استفاده از ستاره و پرگار شده‌اند) منظور ممکن بودن رسم دایره هندسی است و نه پرگار واقعی به معنی ابزار رسم دایره. به این معنی پرگار می‌تواند دایره‌ای به هر شعاع دلخواه بزند که این کار با پرگار واقعی ممکن نیست.

پرگار صفرزن (ریززن)، گونه‌ای از پرگار است که با آن می‌توان دایره‌هایی به شعاع بسیار کوچک ترسیم کرد.

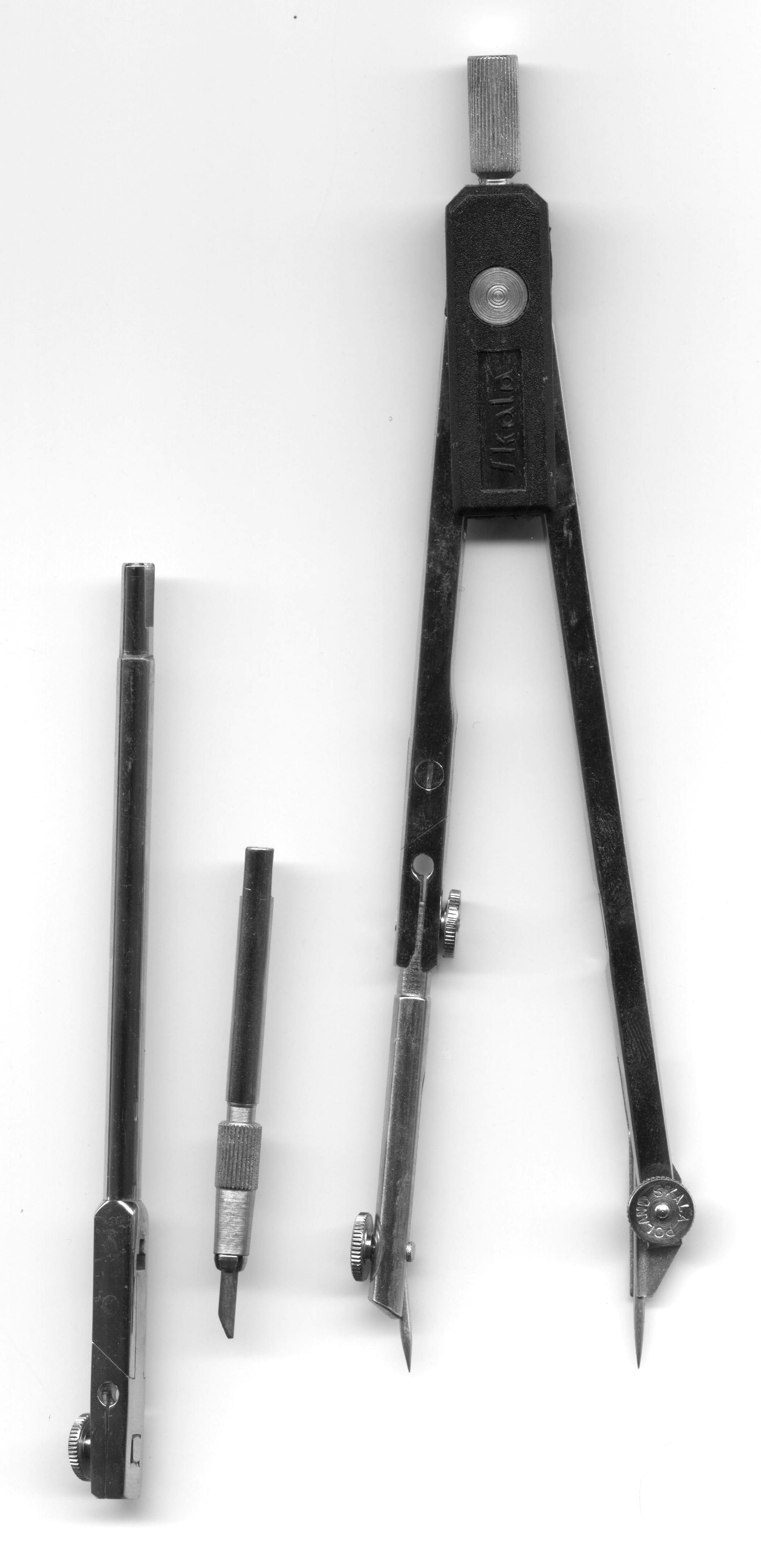
A compass with an extension accessory for larger circles

## ریشه‌شناسی
واژه پرگار از دو واژه پَری (دور، گرد) و کَر (کرشیدن، کشیدن) به معنی گرد کش است. همچنین گفته شده واژه پرگار از کنار هم قرار گرفتن دو واژه پرهون به معنای دایره و نگار به وجود آمده‌است.

## ساختار پرگار
بدنه پرگار از دو میله از جنس فلز یا پلاستیک تشکیل شده‌است که به وسیله یک لولا به هم متصل می‌شوند. این لولا کمک می‌کند تا شعاع دایره برای رسم اندازه‌های مختلف قابل تنظیم باشد. به‌طور معمول در انتهای یکی از میله‌ها یک قسمت سوزنی به عنوان تکیه گاه روی کاغذ، مقوا یا هر سطحی که برای رسم مورد نظرمان است و در انتهای میله دیگر یک مداد یا مغزی آن برای رسم دایره یا اندازه‌گیری کمان‌های آن قرار دارد. در بیشتر پرگارهایی که امروزه در بازار موجود است، از یک مداد نوکی با شماره نوک‌های مختلف برای کاربردهای مختلف به جای مداد استفاده می‌شود.
دسته پرگار (قسمت بالایی پرگار) نیز طولی حدود ۱٫۲۵ سانتیمتر دارد و به گونه ای ساخته شده‌است که کاربران می‌توانند به راحتی آن را بین انگشت شست و انگشت اشاره نگه داشته و حرکت دایره وار خود را کنترل کنند.

## انواع پرگار

### پرگارهای رسم
از این نوع پرگار برای ترسیم دوایر، قوسها، خط‌کشی و… در روی قطعات کار استفاده می‌شود. این پرگارها، به لحاظ ساختمان، دارای انواع مختلفی هستند.
پرگار ساده: این نوع پرگارها ساختمان بسیار ساده ای دارند و عمل ثابت شدن دو بازوی آنها در اثر اصطکاک بین سطوح آنها صورت می‌گیرد. سوزن‌های آن ممکن است با بازوها یکپارچه یا روی آن نصب شده باشند.
پرگار ساده با پیچ قفل: این پرگار مانند نوع قبل است، با این تفاوت که در روی یکی از بازوها راهنمای شیاردار قوسی شکل بسته شده و در روی بازوی دیگر پینی است که می‌تواند در داخل شیار راهنمای قوسی شکل حرکت کند. پس از بازکردن دهانه پرگار برای تثبیت اندازه، از پیچ قفل استفاده می‌شود.
پرگار فنری: این پرگارها مجهز به دو بازو هستند با سر سوزن‌های سنگ زده و تیز که ممکن است با بازوها یکپارچه یا روی آنها سوار شده باشند. دو بازو، که از یکطرف دارای دو سوزن کاملاً سنگ زده شده و تیز هستند و از سمت دیگر توسط یک فنر تخت و دسته آجدار به هم متصل می‌شود. برای تنظیم مقدار دهنه پرگار از پیچ و مهره استفاده می‌شود.پرگارهای موازی کش: این پرگارها برای رسم خطوط موازی به کار می‌روند. در انواع مختلفی ساخته می‌شوند. نوعی ازاین پرگار از یک خط‌کش اصلی تشکیل شده که ممکن است مدرج یا ساده باشد. بازوی تخت با مقطع بیضی که به لبه کار استقرار داده شده با سوزن خط‌کش برای ترسیم است. طول سوزن خط‌کش می‌تواند تغییر کند. این ویژگی امکان ترسیم در سطوح غیرهمسطح را فراهم می‌نماید. از این پرگار برای ترسیم خطوط به موازات لبه کار استفاده می‌شود. روش استفاده به این ترتیب است که ابتدا، با توجه به درجه‌بندی پیش‌بینی شده، مقدار مورد نظر را روی بدنه پرگار جدا نموده و با استفاده از پیچ قفل آن را محکم می‌نماییم و سپس، خط مورد نظر را ترسیم می‌کنیم.
نوع ساده پرگار موازی کش دارای یک بازوی مجهز به سوزن خط‌کش است و بازوی دیگر دارای سر خمیده‌است، که به لبه کار تکیه داده می‌شود. برای استفاده ابتدا مقدار اندازه را به کمک خط‌کش روی آن تنظیم و بازو را قفل می‌کنیم و عمل ترسیم را انجام می‌دهیم.
با پرگار ساده موازی کش می‌توان مرکز دایره را نیز تعیین نمود. به این ترتیب که ابتدا با معلوم بودن قطر دایره مقدار شعاع را روی پرگار جدا می‌کنیم. سپس، با تکیه دادن لبه کج پرگار روی بدنه قطعه کار نوک سوزن پرگار را روی مقطع دایره قرار می‌دهیم و خط می‌کشیم سپس پرگار را روی محیط دایره جابه‌جا نموده و مانند حالت قبل مجدداً خط می‌کشیم. محل تقاطع دو خط ترسیم شده مرکز دایره است.
پرگار رسم دایره روی سطح جانبی استوانه‌ها: از این پرگار برای ترسیم دایره روی سطوح منحنی، مانند جداره لوله‌ها و استوانه‌ها، استفاده می‌شود. این پرگار دارای سه بازو است و انتهای آنها مجهز به سوزن اند دو بازوی طرفین روی محیط دایره و بازوی سوم (بازوی وسط) روی مرکز دایره قرار می‌گیرد. باید توجه داشت که بازوی وسط نسبت به محورش می‌تواند تغییر ارتفاع دهد و برحسب تغییر موقعیت، دو بازوی طرفین روی محیط استوانه بالا و پایین شوند.
پرگار ورنیه دار: این پرگار دارای دو فک قابل تعویض است. یک فک آن، هنگام عمل ثابت و فک دوم روی کشوی نصب شده و متحرک است. فک ثابت می‌تواند در جهت عمود بر خطکش مدرج پرگار، حرکت لغزشی داشته باشد و فک متحرک درامتداد خطکش حرکت افقی دارد. هر دو فک می‌توانند توسط پیچی در محل‌های خود محکم شوند. با در نظر گرفتن مکانیزم ویژه این پرگار، می‌توان از این وسیله برای کشیدن دایره‌ها یا قوس‌ها در دو سطح مختلف بهره گرفت. به این صورت که فک مخروطی را در داخل سوراخ قرار دهیم و نک سوزن رسام را روی سطح دیگر تنظیم نماییم. سپس با حرکت چرخشی، منحنی مورد نظر را رسم کنیم. حُسن دیگر این پرگار مدرج بودن است و می‌توان مقدار شعاع قوس مورد نظر را مستقیماً روی پرگار مشخص نمود. این پرگار، همچنین دارای فک‌های یدکی قابل تعویض در اندازه‌ها و فرم‌های مختلف نیز هست. خطکش این پرگار مدرج بوده و مجهز به سیستم ورنیه است؛ بنابراین می‌توان مقدار اندازه را روی پرگار جدا کرد و پرگار را تنظیم نمود.

### پرگارهای انتقال اندازه
از این نوع پرگارها برای انتقال اندازه از روی قطعه کار به ابزار یا بالعکس استفاده می‌شود. توسط این پرگارها می‌توان ابعاد داخلی، خارجی، فواصل بین خطوط و قطعات را روی پرگارتنظیم کرده و سپس به وسیله اندازه‌گیری، انتقال داد، یا بالعکس آنها را روی وسیله اندازه‌گیری تنظیم نموده و سپس به روی قطعه کار منتقل نمود.
این وسیله از یک جفت ساق قوسی شکل، که توسط پیچ و مهره به هم وصل شده‌اند، تشکیل شده‌است. برای استفاده از این وسیله ابتدا سر خمیده ساق را با کار تماس می‌دهیم و سپس، توسط پیچ و مهره، اندازه را ثابت می‌کنیم و فاصله بین دو سر پرگار را اندازه می‌گیریم. این نوع پرگارها در انواع مختلفی ساخته می‌شوند، از آن جمله:
پرگار انتقال اندازه خارج: این پرگار که پرگار سرکج داخلی نامیده می‌شود، طوری ساخته شده‌است که با طرفین قطعه کار مورد اندازه‌گیری تماس حاصل می‌کند و سپس توسط محکم کننده، که ممکن است پیچی باشد، اندازه را ثابت می‌کنیم و آنرا به روی وسیله اندازه‌گیری مثلاً خط‌کش، منتقل می‌کنیم. این پرگارها در دو نوع فنری و پیچی ساخته می‌شوند.
در کار کردن با این نوع پرگار باید، ابتدا دهانه پرگار را به اندازه تقریبی قطعه کار باز نمود. سپس، آنرا با توجه به نوع کار، روی قطعه یا وسیله اندازه‌گیری هدایت و تنظیم می‌کنیم.
برای میزان کردن دقیق آن، در صورتیکه دهانه کوچک یا بزرگ باشد، با استفاده از قطعه چوبی، مطابق شکل زیر عمل می‌کنیم.
پرگار انتقال اندازه داخل: این پرگار، که به پرگار پاشنه ای و پرگار سرکج خارج نیز معروف است، برای انتقال اندازه سوراخها و فاصله بین شیارها و شکافها به روی وسیله اندازه‌گیری یا بالعکس به کار برده می‌شوند. این پرگارها در دو نوع ساده و فنری ساخته می‌شوند.
درکار با این نوع وسیله برای تنظیم فاصله، پس از باز کردن تقریبی دهانه پرگار، باید از یک قطعه چوب استفاده کرد و از وارد نمودن ضربه به نوک تیز آن خودداری نمود.
پرگار دوطرفه: از این پرگار برای انتقال اندازه‌های داخلی و خارجی قطعات استفاده می‌شود. به وسیله این نوع پرگار می‌توان به‌طور همزمان از یک طرف برای انتقال اندازه قطعه و از طرف دیگر برای مقایسه مقدار آن با یک وسیله اندازه‌گیری مناسب، استفاده نمود. از طرفی هر دو نوع پرگار اندازه‌گیر خارجی و اندازه‌گیر داخلی روی یک پرگار پیش‌بینی شده‌است. ضمناً عمل اندازه‌گیری را می‌توان بدون خارج کردن پرگار از داخل قطعه انجام داد.
پرگارهای مدرج: این پرگار دارای صفحه خمیده مدرج است، که مقدار اندازه را می‌توان مستقیماً از روی آن قرائت نمود. با این پرگارها می‌توان قطرهای داخلی، خارجی، فاصله بین شکافها، شیارها و همچنین ضخامت ورقها را اندازه گرفت.

## نگارخانه

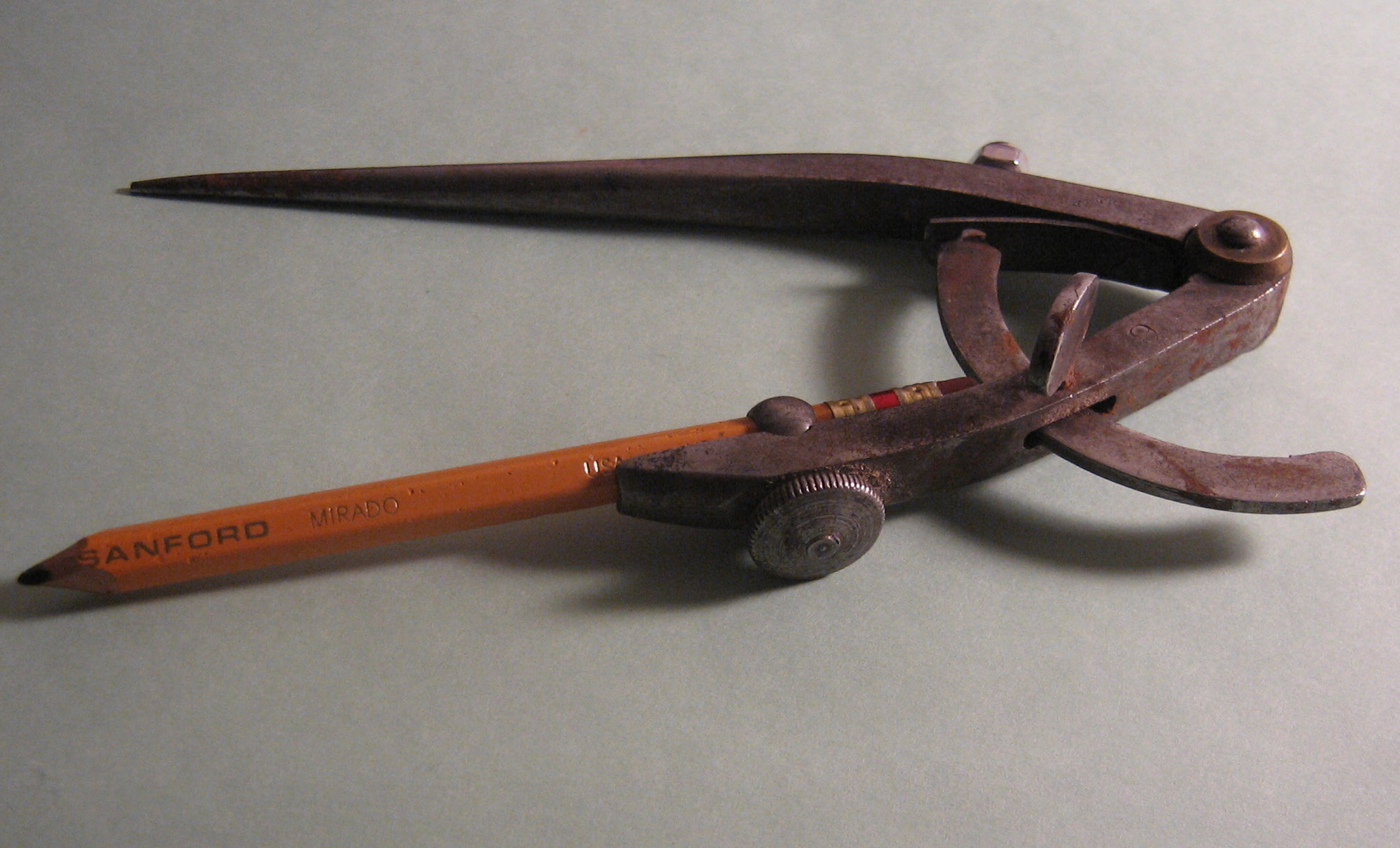
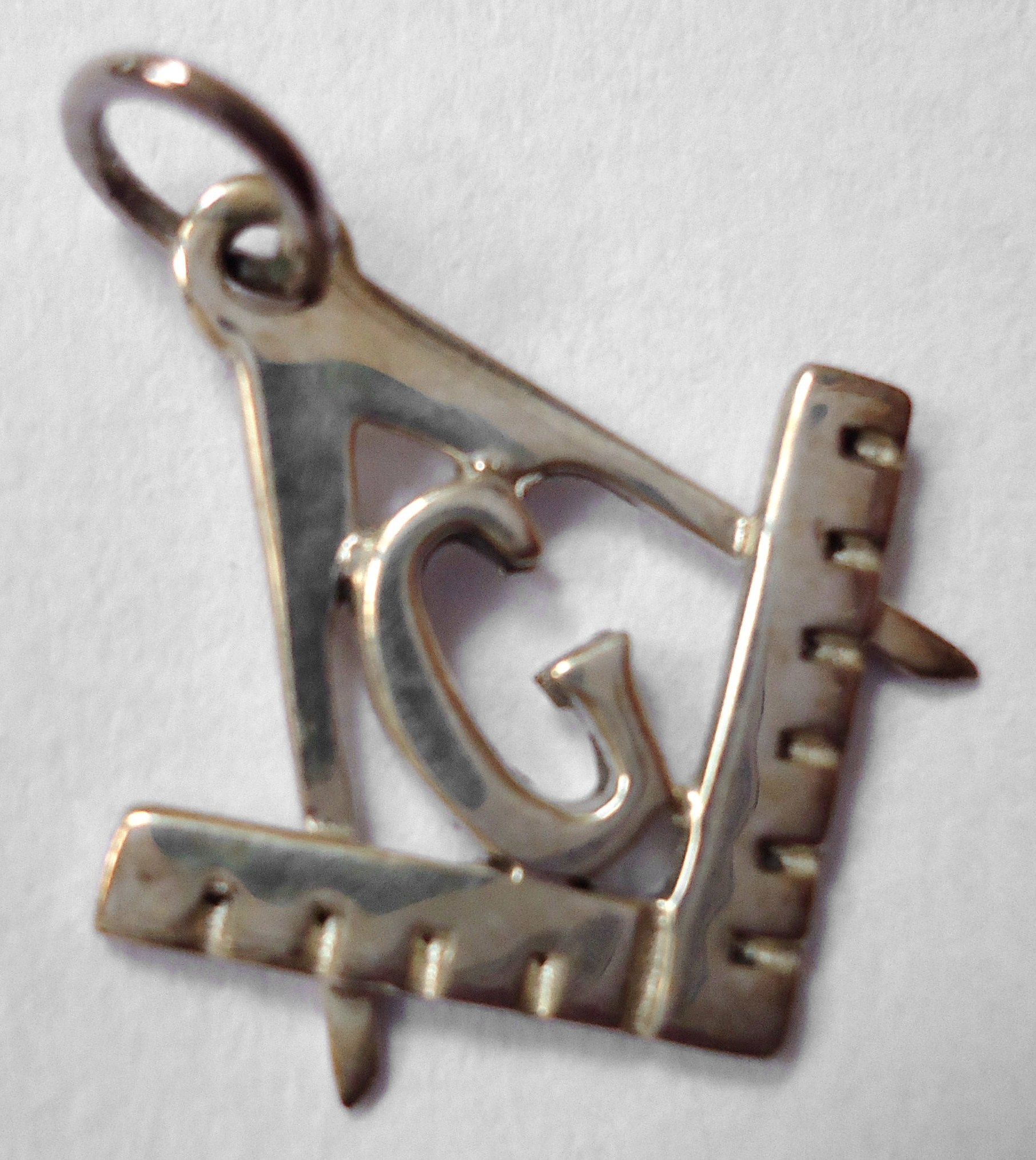